# Eurovision Young Musicians 1984
Het Eurovision Young Musicians 1984 was de tweede editie van het muziekfestival en vond plaats op 22 mei 1984 in de Victoria Hall in Genève.

## Deelnemende landen
Tien landen namen deel aan deze editie van het muziekfestival, waaronder debutant Nederland. Opmerkelijk was dat Denemarken, Finland, Noorwegen en Zweden samen deelnamen.

## Jury
Yehudi Menuhin
/ Carole Down Reinhart
 Pierre Fournier
 Marius Constant
 Karl Engel
 Aurèle Nicolet
 Pierre Métral
 Éric Tappy
 Juhani Raiskinen
 Alun Hoddinott
 Werner Thärichen
 Jan Stulen
 Gottfried Scholz

## Overzicht

### Finale
| Plaats | Land                                     | Muzikant              | Instrument |
| ------ | ---------------------------------------- | --------------------- | ---------- |
| 1      | Nederland                                | Isabelle van Keulen   | Viool      |
| 2      | Denemarken, Finland, Noorwegen en Zweden | Olli Mustonen         | Piano      |
| 3      | Verenigd Koninkrijk                      | Emma Johnson          | Klarinet   |
| -      | Frankrijk                                | Sabine Toutain        | Viool      |
| -      | Oostenrijk                               | Ghislaine Fleischmann | Viool      |
| -      | West-Duitsland                           | Andreas Bach          | Piano      |
| -      | Zwitserland                              | Martina Schuchen      | Cello      |

## Wijzigingen

Deelnemende landen

### Debuterende landen
- Nederland

1982 · 1984 · 1986 · 1988 · 1990 · 1992 · 1994 · 1996 · 1998 · 2000 · 2002 · 2004 · 2006 · 2008 · 2010 · 2012 · 2014 · 2016 · 2018 · 2022 · 2024
Zie ook: Eurovisiedansfestival · Eurovisiesongfestival · Junior Eurovisiesongfestival · Eurovision Young Dancers · Eurovision Choir